# Dolba schausi
Dolba schausi är en fjärilsart som beskrevs av Clark 1916. Dolba schausi ingår i släktet Dolba och familjen svärmare. Inga underarter finns listade i Catalogue of Life.